# NGC 3060
NGC 3060 é uma galáxia espiral (Sb) localizada na direcção da constelação de Leo. Possui uma declinação de +16° 49' 53" e uma ascensão recta de 9 horas, 56 minutos e 19,2 segundos.
A galáxia NGC 3060 foi descoberta em 14 de Janeiro de 1787 por William Herschel.